# Critoniopsis tomentosa
Critoniopsis tomentosa là một loài thực vật có hoa trong họ Cúc. Loài này được (La Llave & Lex.) H.Rob. mô tả khoa học đầu tiên năm 1993.